# Majungasaurus crenatissimus
Majungasaurus crenatissimus es la única especie conocida del género extinto Majungasaurus ("Mahajanga" + gr. "lagarto" = "Lagarto de Mahajanga") de dinosaurio terópodo abelisáurido que existió a finales del período Cretácico Superior, entre 70 a 66 millones de años, en el Maastrichtiano, en lo que hoy es Madagascar. A este género solía llamárselo Majungatholus, nombre que ahora se considera sinónimo de Majungasaurus.
Al igual que otros abelisáuridos, Majungasaurus era un depredador bípedo provisto de un hocico corto. Aunque los brazos no disponen de mucha evidencia, se reconoce que estos eran muy pequeños, mientras las patas eran largas y robustas. Por otro lado, se diferencia de los demás abelisáuridos al contar con un cráneo más ancho, dotado de una textura muy áspera y endurecida en el tope del hocico, más un cuerno redondeado arriba del cráneo, el cual fue originalmente confundido con el domo de un Pachycephalosauridae. También poseía más dientes en ambas mandíbulas que la mayoría de abelisáuridos.
Tras ser conocido por numerosos cráneos y esqueletos bien preservados, Majungasaurus ha llegado a ser uno de los dinosaurios terópodos más estudiados del Hemisferio Sur. Aparentemente estaba más relacionado con los abelisáuridos de la India que con los de Sudamérica o África continental, lo cual tiene importantes repercusiones biogeográficas. Majungasaurus era el superpredador de su ecosistema, cazando principalmente saurópodos como Rapetosaurus, y siendo también el único dinosaurio del cual hay evidencia directa de canibalismo.

## Descripción
Majungasaurus era el típico terópodo mediano que alcanzaba entre 6 y 7 metros de longitud, incluyendo su cola. Restos incompletos de grandes individuos indican que algunos adultos llegaban a medir una longitud de más de 8 metros. Un estudio alométrico en 2016 encontró que tenía 5,6 metros de largo. Los científicos estiman que un Majungasaurus adulto promedio pesaba más de 1100 kilogramos, sin embargo los más grandes individuos habrían pesado más.  El espécimen en el que lo basaron, FMNH PR 2100 no fue el más grande descubierto. Especímenes más grandes de Majungasaurus crenatissimus podría haber sido similar en tamaño a su relativo Carnotaurus, que se estima que pesa 1.500 kilogramos.
El cráneo de Majungasaurus ha sido excepcional y detalladamente estudiado a diferencia del de muchos terópodos. Como en los cráneos de otros abelisáuridos, su longitud era pequeña en proporción a su altura, sin embargo no tan pequeña como en Carnotaurus. Cráneos de grandes individuos tenían una longitud que oscilaba entre los 60 y 70 cm. Un alto premaxilar, el cual embotaba la punta del hocico, era también común en su familia. Sin embargo, el cráneo del Majungasaurus era apreciablemente más ancho que el de otros abelisáuridos.

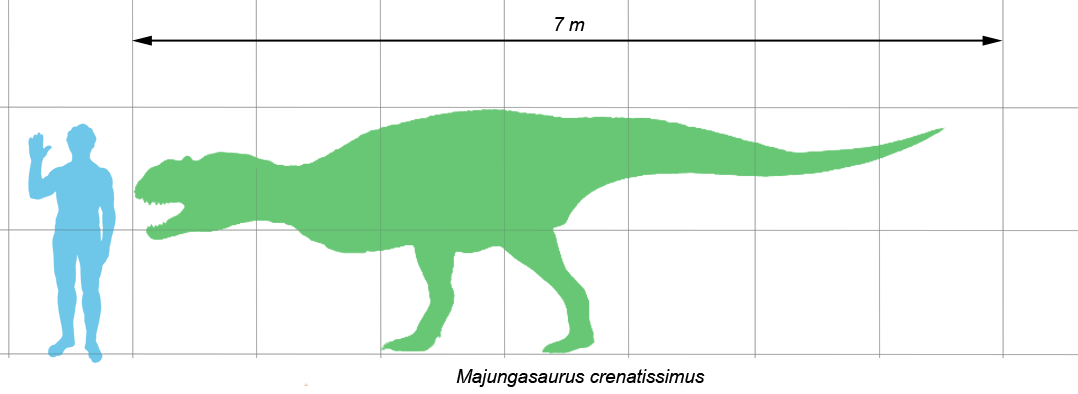
Majungasaurus crenatissimus comparaddo en tamaño con un humano.

Todos los abelisáuridos tenían una textura rugosa y esculpida en las caras exteriores de los huesos del cráneo, y Majungasaurus no era una excepción. Esto fue llevada a un extremo en los huesos nasales de Majungasaurus, que eran extremadamente gruesos estando fundidos entre sí, con un canto central bajo corriendo a lo largo de la mitad del hueso más cercano a las narinas. Un distintivo cuerno con forma de bóveda se asomaba de los huesos frontales también fundidos en la parte superior del cráneo. En vida, estas estructuras habrían sido cubiertas con una cierta clase de integumento, posiblemente de queratina. Una tomografía computada del cráneo muestra que la estructura nasal y el cuerno frontal tenían cavidades huecas similares a senos, quizás para reducir el peso. Los dientes eran típicos de abelisáuridos en tener coronas cortas, sin embargo Majungasaurus tenía 17 en cada maxilar de la mandíbula superior y en el dentario de la mandíbula inferior más que cualquier otro abelisáurido a excepción de Rugops.

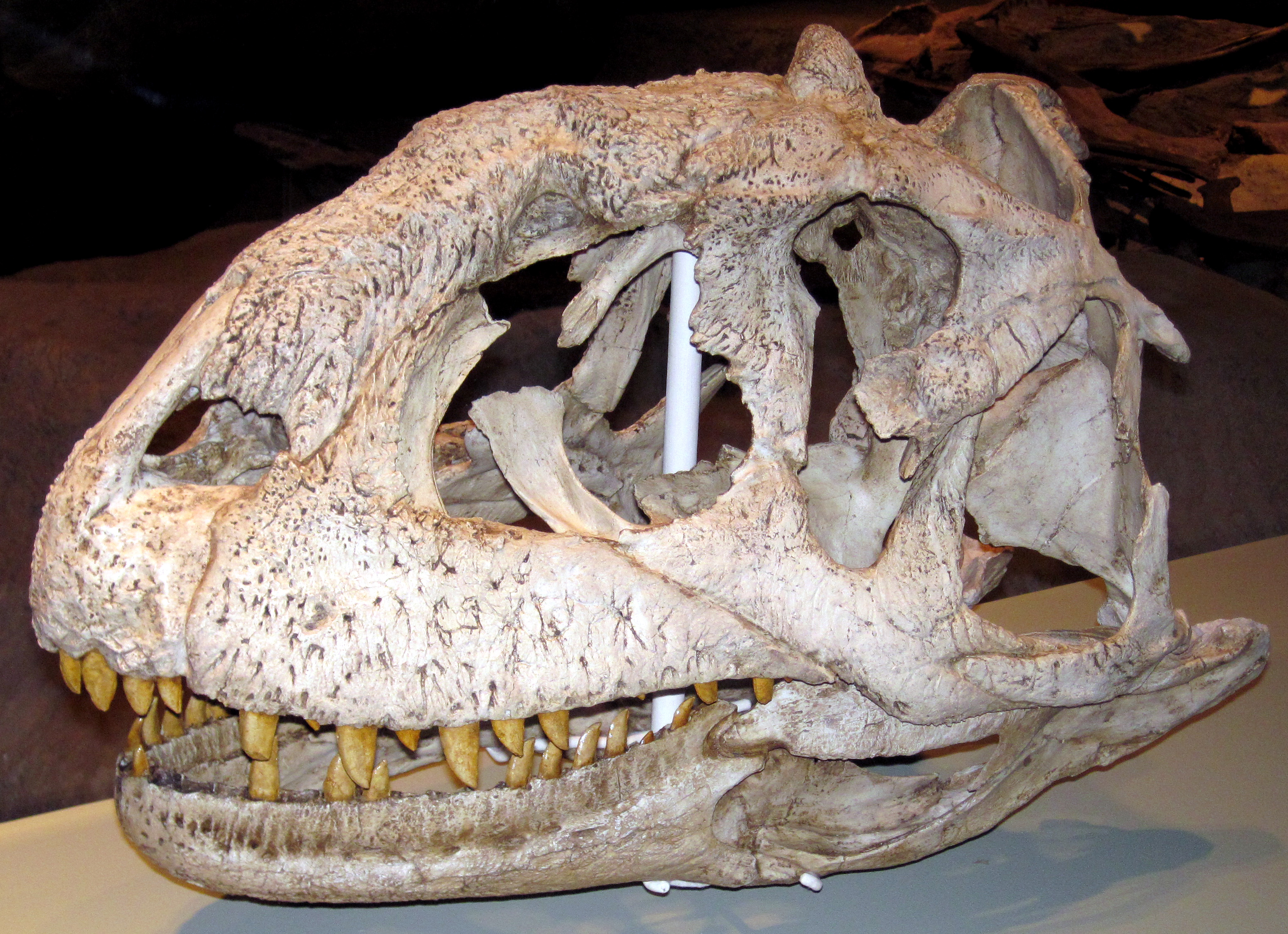
Calavera

El esqueleto postcraneal de Majungasaurus es muy parecido al de Carnotaurus y Aucasaurus, los otros dos únicos géneros de abelisáuridos de los que se conoce el esqueleto completo. Majungasaurus era bípedo, con una larga cola para balancear el torso y la cabeza, poniendo el centro de gravedad sobre las caderas. Aunque las vértebras cervicales, las del cuello, tuvieran cavidades y excavaciones numerosas, pleurocelos, para reducir su peso, eran robustas, con los sitios para la inserciones musculares bien marcados y las costillas se entrecruzaban para darles fuerza. Tendones osificados unidos a las costillas cervicales, dándoles un aspecto bifurcado, según lo visto en Carnotaurus. Todas estas características dieron lugar a un cuello muy fuerte y muscular. Se diferenciaban en que las costillas cervicales de Majungasaurus tenían depresiones largas a lo largo de los lados para la reducción de peso. El húmero, era corto y curvado, asemejándose a los de Aucasaurus  y de Carnotaurus . Esto puede indicar que Majungasaurus tenía los miembros superiores muy cortos similares a los de estos dos géneros, con cuatro dedos, extremadamente reducidos, el primero reportado con solo dos dedos externos muy cortos y sin garras. Los huesos de las manos y los dedos de Majungasaurus, como otras majungasaurinídos, carecían de los hoyos y surcos característicos donde normalmente se unían las garras y los tendones, y sus huesos de los dedos estaban fusionados, lo que indicaba que la mano estaba inmóvil. En 2012, se describió una mejor muestra, que mostraba que la parte inferior del brazo era robusta, aunque corta, y que la mano contenía cuatro metatarsianos y cuatro dedos, probablemente inflexibles y muy reducidos, con pequeñas garras en el segundo y tercer dedo. La fórmula de la falange fue 1-2-2-1-0.
Como otros abelisáuridos, los miembros inferiores eran gruesos y cortos comparados a la longitud de cuerpo. La tibia de Majungasaurus era incluso más gruesa que la de Carnotaurus, con una cresta prominente en la rodilla. El astrágalo y el calcáneo estaban fusionados entre sí, y los pies tenían tres dígitos funcionales, con un primer dígito más pequeño que no entraba en contacto con el suelo.

## Descubrimiento e investigación
El paleontólogo francés Charles Depéret describió los primeros restos de terópodo provenientes del noroeste de Madagascar en 1896. Estos incluían dos dientes, una garra, y algunas vértebras, siendo descubiertas a lo largo del Río Betsiboka por un oficial del ejército francés y depositados en la colección de la que es hoy la Université Claude Bernard Lyon 1. Depéret refirió estos fósiles al género Megalosaurus, que en ese tiempo era un taxón cajón de sastre conteniendo un número de terópodos pocos conocidos, creando una nueva especie, Megalosaurus crenatissimus. Este nombre de la especie deriva del latín crenatus, "muescas" y el sufijo -issimus,"muchas", en referencia a las numerosas endentaduras en los bordes anterior y posterior del diente. Depéret posteriormente reasignó la especie al género norteamericano Dryptosaurus, otro taxón pobremente conocido.

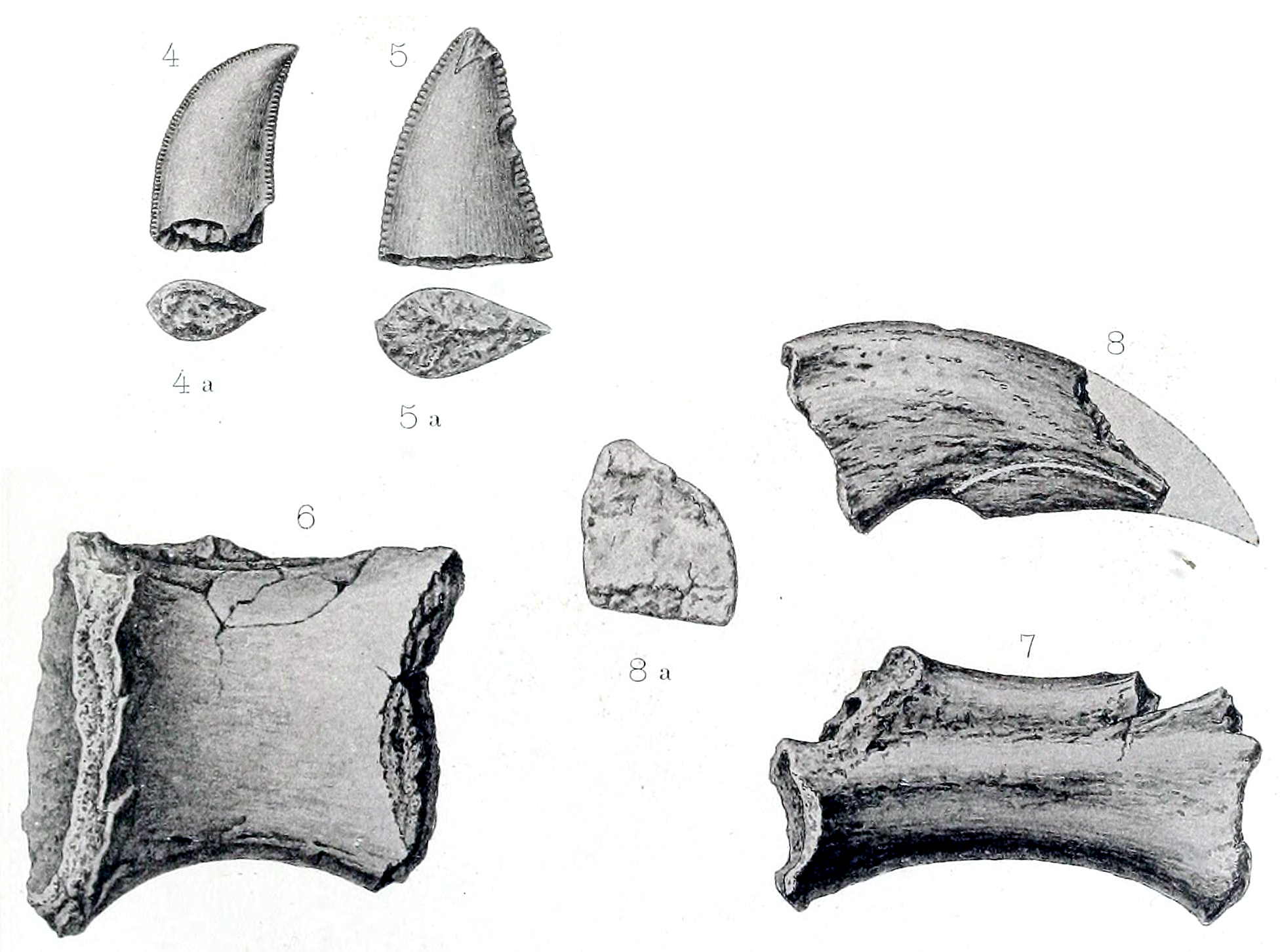
Material original descrito en 1896.

Numerosos fragmentos provenientes de la Provincia de Mahajanga en el noroeste de Madagascar donde fueron recobrados por coleccionistas franceses por más de 100 años, muchos de ellos depositados en el Muséum National d'Histoire Naturelle en París. En 1955, René Lavocat describió un dentario con dientes de la Formación Maevarano en la misma región de los descubrimiento originales. Los dientes coincidían con los descritos por Depéret, pero el hueso fuertemente curvado, era diferente a los de Megalosaurus y Dryptosaurus. Lavocat renombró al género Majungasaurus, usando un antiguo nombre de Mahajanga y la conocida palabra griega σαυρος, sauros, haciendo del hueso de la mandíbula, MNHN.MAJ 1 el espécimen tipo. Hans-Dieter Sues y Philippe Taquet describieron un domo craneal, MNHN. MAJ 4 como un paquicefalosauriano al que llamaron Majungatholus atopus, en 1979. Este fue el primer reporte de un supuesto paquicefalosáurido en el Hemisferio Sur.

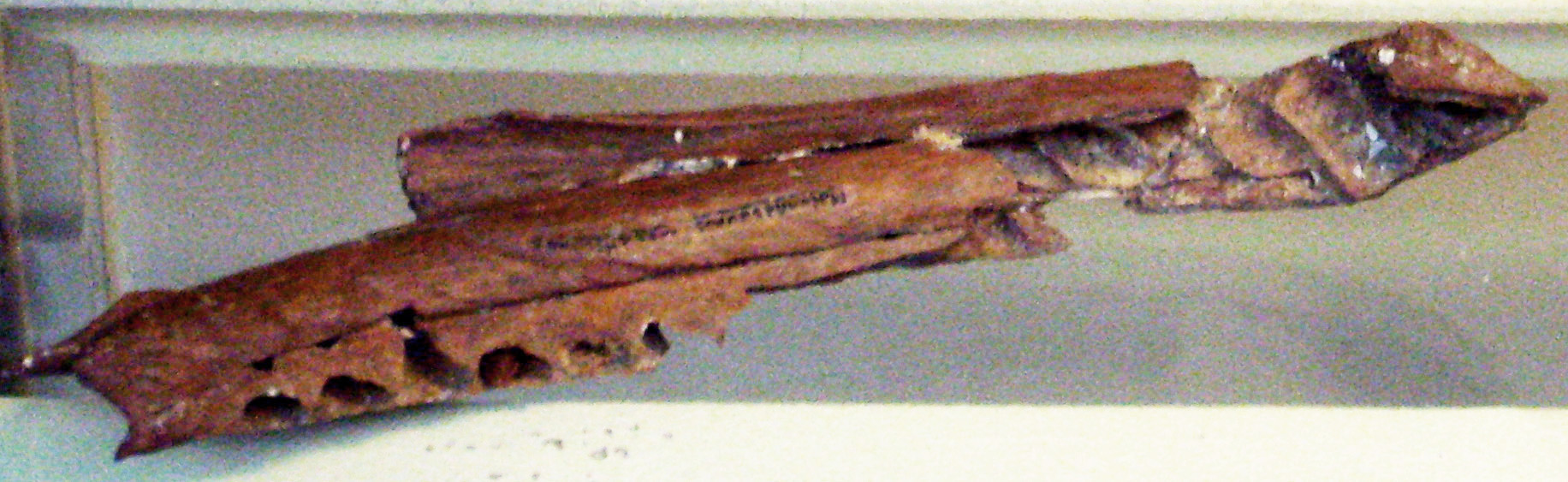
Mandíbula deMajungasaurus crenatissimus, Muséum national d'histoire naturelle, París.

En 1993, científicos de la State University of New York at Stony Brook y de la Université d’Antananarivo comenzaron con el Proyecto del Lecho Mahajanga, una serie de expediciones para examinar los fósiles y la geología de los sedimentos del Cretácico Superior cerca de la Villa de Berivotra, en la Provincia de Mahajanga. La primera expedición se topó con centenares de dientes del terópodos idéntico a los de Majungasaurus, algunos insertados a un premaxilar aislado que fue descrito en 1996. Las siete expediciones siguientes encontraron cerca de diez mil fósiles, muchos pertenecientes a especies nuevas para la ciencia. Al Proyecto del Lecho de Mahajanga se le acredita el hecho de haber quintuplicado la diversidad conocida de taxones fósiles en la región. El trabajo de campo realizado en 1996 supuso el hallazgo de un cráneo exquisitamente conservado, FMNH PR 2100. En el techo del cráneo se encontraba un domo idéntico al descrito por Sues y Taquet para su Majungatholus atopus. Majungatholus fue redescrito como un abelisáurido, no como un paquicefalosáurido en 1998. Sin embargo, aun cuando el nombre Majungasaurus crenatissimus era más antiguo que Majungatholus atopus, los autores juzgaron que el dentario tipo de Majungasaurus era muy fragmentario para aseverar que pertenecía al mismo género del cráneo. El trabajo adicional en el terreno durante la década siguiente dio con una serie de cráneos menos completos, así como docenas de esqueletos parciales de individuos que se extendían de jóvenes a los adultos.

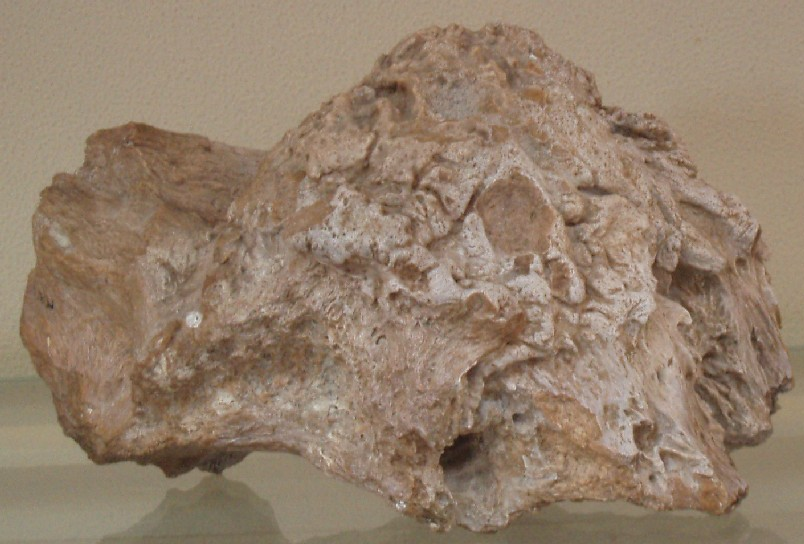
El holotipo de Majungatholus, un hueso frontal fusionado, alguna vez considerado parte de un paquicefalosáurido.

Miembros del proyecto, también recogieron centenares de dientes de Majungasaurus. Tomándolos juntos, estos restos representan casi la totalidad del esqueleto; sin embargo, la mayor parte de los brazos, la mayoría de la pelvis y el extremo de la cola siguen sin conocerse. Este trabajo de campo culminó en 2007 con una monografía consistente en siete trabajos científicos que abarcan todos los aspectos de la biología del animal, publicada en las Memorias de la Society of Vertebrate Paleontology. Los trabajos están escritos en inglés con un resumen en malgache. En este volumen, el dentario descrito por Lavocat es revaluado y considerado diagnóstico para la especie. Por esto, el nombre Majungatholus es remplazado por el anterior Majungasaurus. Aunque la monografía es muy completa, los editores apuntan que solo se describió el material hallado entre 1993 y 2001. Un significativo número de especímenes en muy buen estado, fueron excavados entre 2003 y 2005 y aguardan su preparación, descripción y publicación en futuros trabajos. El trabajo de campo adicional durante la próxima década arrojó una serie de cráneos menos completos, así como docenas de esqueletos parciales de individuos que van desde juveniles hasta adultos. Los miembros del proyecto también recolectaron cientos de huesos aislados y miles de dientes Majungasaurus mudados. Tomados en conjunto, estos restos representan casi todos los huesos del esqueleto, aunque la mayoría de las extremidades anteriores, la mayor parte de la pelvis y la punta de la cola aún se desconocen. El dentario se convirtió en el espécimen de neotipo después de una petición de 2009 a la ICZN.

## Clasificación
Majungasaurus es clasificado como miembro del clado de Theropoda Abelisauridae, que es considerado una familia en taxonomía linneana. Junto con la familia Noasauridae, los abelisáuridos son incluidos en la superfamilia Abelisauroidea, que a su vez es una subdivisión del infraorden Ceratosauria. Los abelisáuridos son conocidos por sus cráneos altos, hocicos cortos con una gran ornamentación de los huesos de la cara, un rasgo convergente con los carcarodontosáuridos, los miembros anteriores muy reducidos, un rasgo convergente con los tiranosáuridos, y las proporciones cortas y gruesas de los miembros inferiores, entre otras características.

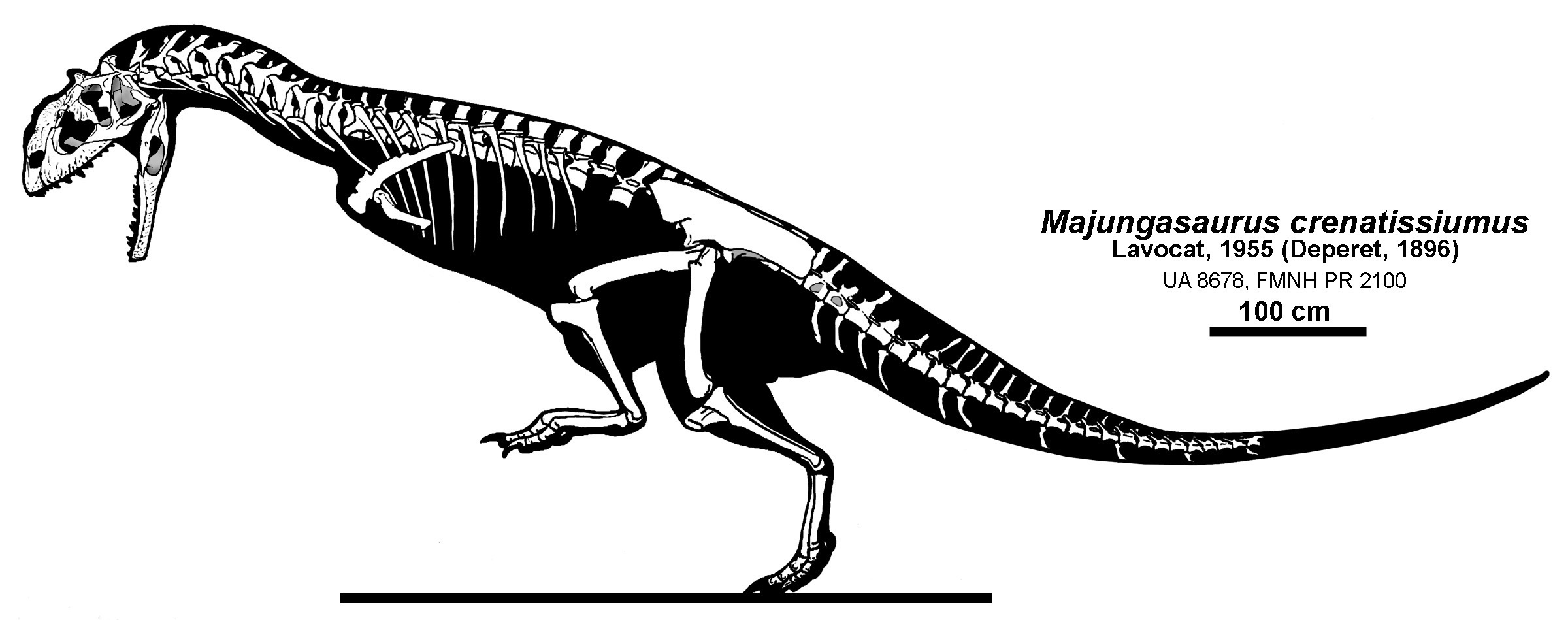
Restauración esquelética que muestra elementos conocidos de dos especímenes..

Como muchos otros grupos de dinosaurios, la sistemática dentro de la familia Abelisauridae es confusa. Varios análisis cladísticos han indicado que Majungasaurus comparte una relación estrecha con Carnotaurus de Sudamérica, mientras que otros no encuentran un lugar preciso dentro de la filogenia donde ubicarlo. El análisis más reciente, usando la más completa información reciente, ha ubicado a Majungasaurus en un clado junto a Rajasaurus y Indosaurus de la India, pero excluyendo géneros como Carnotaurus, Ilokelesia, Ekrixinatosaurus, Aucasaurus y Abelisaurus de Sudamérica, así como a Rugops del continente de África. Esto deja abierto la posibilidad de dos clados separados de abelisáuridos en el oeste y el este de Gondwana. La descripción detallada de abelisáuridos conocidos como Aucasaurus, así como los descubrimientos y los análisis futuros puede ayudar a resolver el cuadro filogenético. . Esto deja abierta la posibilidad de clados separados de abelisauridos en el oeste y el este de Gondwana. Un cladograma de Tortosa et al. 2013 coloca a Majungasaurus en una nueva subfamilia, Majungasaurinae, junto con géneros de la India y Arcovenator de Europa.

### Filogenia
Cladograma presentado por Tortosa et al., 2013

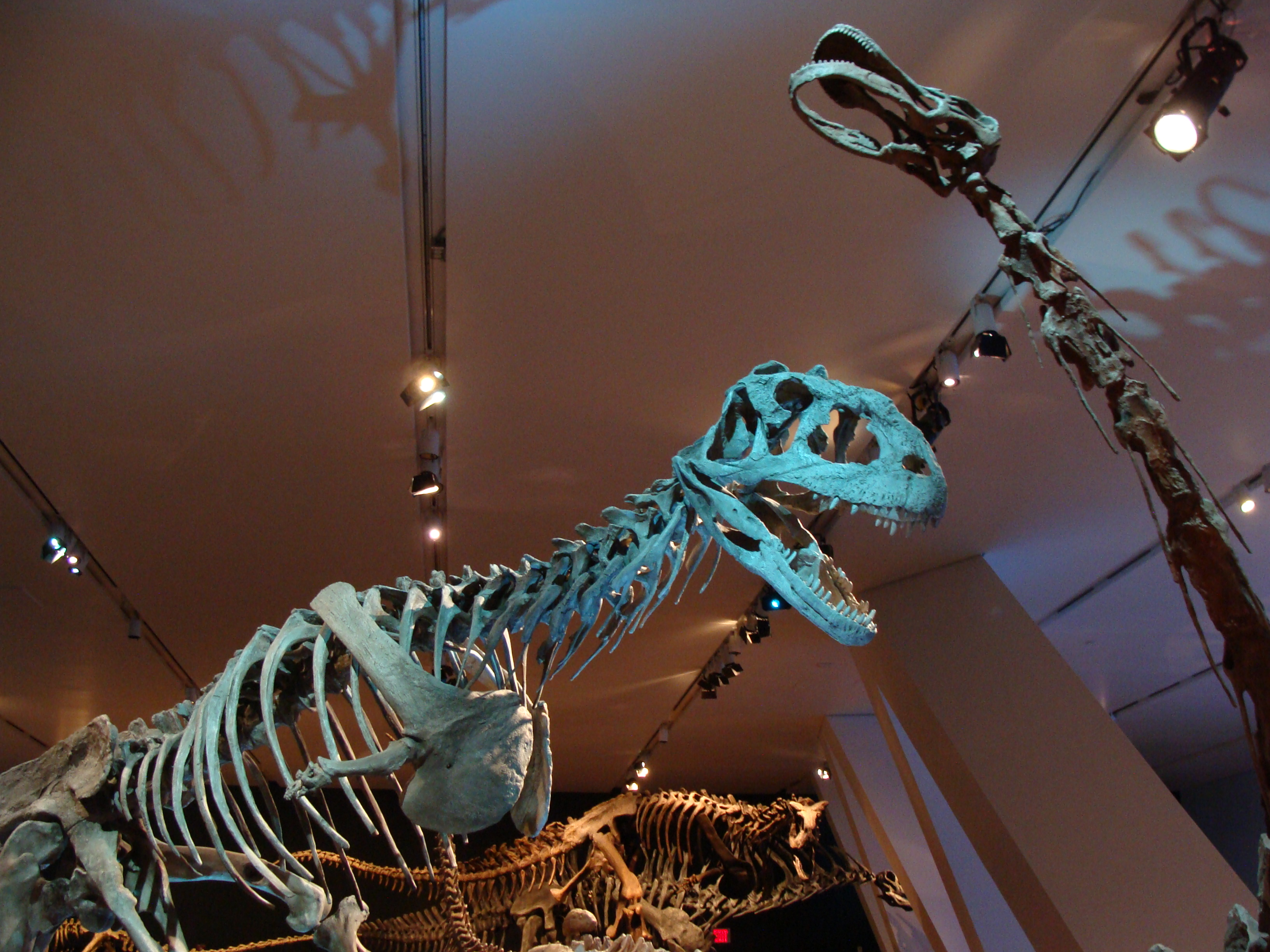
Esqueletos montados de Majungasaurus y Rapetosaurus.

|  | Abelisáurido de Pourcieux |
|  |                           |
|  | Arcovenator               |
|  |                           |
|  | Majungasaurus             |
|  |                           |
|  | Indosaurus                |
|  |                           |
|  | Rahiolisaurus             |
|  |                           |
|  | Rajasaurus                |
|  |                           |

| Carnotaurini | \| \| Abelisaurus \| \| \| \| \| \| Aucasaurus \| \| \| \| \| \| Pycnonemosaurus \| \| \| \| \| \| Quilmesaurus \| \| \| \| \| \| Carnotaurus \| \| \| \| |
|              | \| \| Abelisaurus \| \| \| \| \| \| Aucasaurus \| \| \| \| \| \| Pycnonemosaurus \| \| \| \| \| \| Quilmesaurus \| \| \| \| \| \| Carnotaurus \| \| \| \| |
|              | Abelisaurus |
|              | |
|              | Aucasaurus |
|              | |
|              | Pycnonemosaurus |
|              | |
|              | Quilmesaurus |
|              | |
|              | Carnotaurus |
|              | |

|  | Abelisaurus     |
|  |                 |
|  | Aucasaurus      |
|  |                 |
|  | Pycnonemosaurus |
|  |                 |
|  | Quilmesaurus    |
|  |                 |
|  | Carnotaurus     |
|  |                 |

| Carnotaurini | \| \| Abelisaurus \| \| \| \| \| \| Aucasaurus \| \| \| \| \| \| Pycnonemosaurus \| \| \| \| \| \| Quilmesaurus \| \| \| \| \| \| Carnotaurus \| \| \| \| |
|              | \| \| Abelisaurus \| \| \| \| \| \| Aucasaurus \| \| \| \| \| \| Pycnonemosaurus \| \| \| \| \| \| Quilmesaurus \| \| \| \| \| \| Carnotaurus \| \| \| \| |
|              | Abelisaurus |
|              | |
|              | Aucasaurus |
|              | |
|              | Pycnonemosaurus |
|              | |
|              | Quilmesaurus |
|              | |
|              | Carnotaurus |
|              | |

|  | Abelisaurus     |
|  |                 |
|  | Aucasaurus      |
|  |                 |
|  | Pycnonemosaurus |
|  |                 |
|  | Quilmesaurus    |
|  |                 |
|  | Carnotaurus     |
|  |                 |

| Carnotaurini | \| \| Abelisaurus \| \| \| \| \| \| Aucasaurus \| \| \| \| \| \| Pycnonemosaurus \| \| \| \| \| \| Quilmesaurus \| \| \| \| \| \| Carnotaurus \| \| \| \| |
|              | \| \| Abelisaurus \| \| \| \| \| \| Aucasaurus \| \| \| \| \| \| Pycnonemosaurus \| \| \| \| \| \| Quilmesaurus \| \| \| \| \| \| Carnotaurus \| \| \| \| |
|              | Abelisaurus |
|              | |
|              | Aucasaurus |
|              | |
|              | Pycnonemosaurus |
|              | |
|              | Quilmesaurus |
|              | |
|              | Carnotaurus |
|              | |

|  | Abelisaurus     |
|  |                 |
|  | Aucasaurus      |
|  |                 |
|  | Pycnonemosaurus |
|  |                 |
|  | Quilmesaurus    |
|  |                 |
|  | Carnotaurus     |
|  |                 |

| Carnotaurini | \| \| Abelisaurus \| \| \| \| \| \| Aucasaurus \| \| \| \| \| \| Pycnonemosaurus \| \| \| \| \| \| Quilmesaurus \| \| \| \| \| \| Carnotaurus \| \| \| \| |
|              | \| \| Abelisaurus \| \| \| \| \| \| Aucasaurus \| \| \| \| \| \| Pycnonemosaurus \| \| \| \| \| \| Quilmesaurus \| \| \| \| \| \| Carnotaurus \| \| \| \| |
|              | Abelisaurus |
|              | |
|              | Aucasaurus |
|              | |
|              | Pycnonemosaurus |
|              | |
|              | Quilmesaurus |
|              | |
|              | Carnotaurus |
|              | |

|  | Abelisaurus     |
|  |                 |
|  | Aucasaurus      |
|  |                 |
|  | Pycnonemosaurus |
|  |                 |
|  | Quilmesaurus    |
|  |                 |
|  | Carnotaurus     |
|  |                 |

| Carnotaurini | \| \| Abelisaurus \| \| \| \| \| \| Aucasaurus \| \| \| \| \| \| Pycnonemosaurus \| \| \| \| \| \| Quilmesaurus \| \| \| \| \| \| Carnotaurus \| \| \| \| |
|              | \| \| Abelisaurus \| \| \| \| \| \| Aucasaurus \| \| \| \| \| \| Pycnonemosaurus \| \| \| \| \| \| Quilmesaurus \| \| \| \| \| \| Carnotaurus \| \| \| \| |
|              | Abelisaurus |
|              | |
|              | Aucasaurus |
|              | |
|              | Pycnonemosaurus |
|              | |
|              | Quilmesaurus |
|              | |
|              | Carnotaurus |
|              | |

|  | Abelisaurus     |
|  |                 |
|  | Aucasaurus      |
|  |                 |
|  | Pycnonemosaurus |
|  |                 |
|  | Quilmesaurus    |
|  |                 |
|  | Carnotaurus     |
|  |                 |

| Carnotaurini | \| \| Abelisaurus \| \| \| \| \| \| Aucasaurus \| \| \| \| \| \| Pycnonemosaurus \| \| \| \| \| \| Quilmesaurus \| \| \| \| \| \| Carnotaurus \| \| \| \| |
|              | \| \| Abelisaurus \| \| \| \| \| \| Aucasaurus \| \| \| \| \| \| Pycnonemosaurus \| \| \| \| \| \| Quilmesaurus \| \| \| \| \| \| Carnotaurus \| \| \| \| |
|              | Abelisaurus |
|              | |
|              | Aucasaurus |
|              | |
|              | Pycnonemosaurus |
|              | |
|              | Quilmesaurus |
|              | |
|              | Carnotaurus |
|              | |

|  | Abelisaurus     |
|  |                 |
|  | Aucasaurus      |
|  |                 |
|  | Pycnonemosaurus |
|  |                 |
|  | Quilmesaurus    |
|  |                 |
|  | Carnotaurus     |
|  |                 |

| Carnotaurini | \| \| Abelisaurus \| \| \| \| \| \| Aucasaurus \| \| \| \| \| \| Pycnonemosaurus \| \| \| \| \| \| Quilmesaurus \| \| \| \| \| \| Carnotaurus \| \| \| \| |
|              | \| \| Abelisaurus \| \| \| \| \| \| Aucasaurus \| \| \| \| \| \| Pycnonemosaurus \| \| \| \| \| \| Quilmesaurus \| \| \| \| \| \| Carnotaurus \| \| \| \| |
|              | Abelisaurus |
|              | |
|              | Aucasaurus |
|              | |
|              | Pycnonemosaurus |
|              | |
|              | Quilmesaurus |
|              | |
|              | Carnotaurus |
|              | |

|  | Abelisaurus     |
|  |                 |
|  | Aucasaurus      |
|  |                 |
|  | Pycnonemosaurus |
|  |                 |
|  | Quilmesaurus    |
|  |                 |
|  | Carnotaurus     |
|  |                 |

| Carnotaurini | \| \| Abelisaurus \| \| \| \| \| \| Aucasaurus \| \| \| \| \| \| Pycnonemosaurus \| \| \| \| \| \| Quilmesaurus \| \| \| \| \| \| Carnotaurus \| \| \| \| |
|              | \| \| Abelisaurus \| \| \| \| \| \| Aucasaurus \| \| \| \| \| \| Pycnonemosaurus \| \| \| \| \| \| Quilmesaurus \| \| \| \| \| \| Carnotaurus \| \| \| \| |
|              | Abelisaurus |
|              | |
|              | Aucasaurus |
|              | |
|              | Pycnonemosaurus |
|              | |
|              | Quilmesaurus |
|              | |
|              | Carnotaurus |
|              | |

|  | Abelisaurus     |
|  |                 |
|  | Aucasaurus      |
|  |                 |
|  | Pycnonemosaurus |
|  |                 |
|  | Quilmesaurus    |
|  |                 |
|  | Carnotaurus     |
|  |                 |

|  | Abelisáurido de Pourcieux |
|  |                           |
|  | Arcovenator               |
|  |                           |
|  | Majungasaurus             |
|  |                           |
|  | Indosaurus                |
|  |                           |
|  | Rahiolisaurus             |
|  |                           |
|  | Rajasaurus                |
|  |                           |

| Carnotaurini | \| \| Abelisaurus \| \| \| \| \| \| Aucasaurus \| \| \| \| \| \| Pycnonemosaurus \| \| \| \| \| \| Quilmesaurus \| \| \| \| \| \| Carnotaurus \| \| \| \| |
|              | \| \| Abelisaurus \| \| \| \| \| \| Aucasaurus \| \| \| \| \| \| Pycnonemosaurus \| \| \| \| \| \| Quilmesaurus \| \| \| \| \| \| Carnotaurus \| \| \| \| |
|              | Abelisaurus |
|              | |
|              | Aucasaurus |
|              | |
|              | Pycnonemosaurus |
|              | |
|              | Quilmesaurus |
|              | |
|              | Carnotaurus |
|              | |

|  | Abelisaurus     |
|  |                 |
|  | Aucasaurus      |
|  |                 |
|  | Pycnonemosaurus |
|  |                 |
|  | Quilmesaurus    |
|  |                 |
|  | Carnotaurus     |
|  |                 |

| Carnotaurini | \| \| Abelisaurus \| \| \| \| \| \| Aucasaurus \| \| \| \| \| \| Pycnonemosaurus \| \| \| \| \| \| Quilmesaurus \| \| \| \| \| \| Carnotaurus \| \| \| \| |
|              | \| \| Abelisaurus \| \| \| \| \| \| Aucasaurus \| \| \| \| \| \| Pycnonemosaurus \| \| \| \| \| \| Quilmesaurus \| \| \| \| \| \| Carnotaurus \| \| \| \| |
|              | Abelisaurus |
|              | |
|              | Aucasaurus |
|              | |
|              | Pycnonemosaurus |
|              | |
|              | Quilmesaurus |
|              | |
|              | Carnotaurus |
|              | |

|  | Abelisaurus     |
|  |                 |
|  | Aucasaurus      |
|  |                 |
|  | Pycnonemosaurus |
|  |                 |
|  | Quilmesaurus    |
|  |                 |
|  | Carnotaurus     |
|  |                 |

| Carnotaurini | \| \| Abelisaurus \| \| \| \| \| \| Aucasaurus \| \| \| \| \| \| Pycnonemosaurus \| \| \| \| \| \| Quilmesaurus \| \| \| \| \| \| Carnotaurus \| \| \| \| |
|              | \| \| Abelisaurus \| \| \| \| \| \| Aucasaurus \| \| \| \| \| \| Pycnonemosaurus \| \| \| \| \| \| Quilmesaurus \| \| \| \| \| \| Carnotaurus \| \| \| \| |
|              | Abelisaurus |
|              | |
|              | Aucasaurus |
|              | |
|              | Pycnonemosaurus |
|              | |
|              | Quilmesaurus |
|              | |
|              | Carnotaurus |
|              | |

|  | Abelisaurus     |
|  |                 |
|  | Aucasaurus      |
|  |                 |
|  | Pycnonemosaurus |
|  |                 |
|  | Quilmesaurus    |
|  |                 |
|  | Carnotaurus     |
|  |                 |

| Carnotaurini | \| \| Abelisaurus \| \| \| \| \| \| Aucasaurus \| \| \| \| \| \| Pycnonemosaurus \| \| \| \| \| \| Quilmesaurus \| \| \| \| \| \| Carnotaurus \| \| \| \| |
|              | \| \| Abelisaurus \| \| \| \| \| \| Aucasaurus \| \| \| \| \| \| Pycnonemosaurus \| \| \| \| \| \| Quilmesaurus \| \| \| \| \| \| Carnotaurus \| \| \| \| |
|              | Abelisaurus |
|              | |
|              | Aucasaurus |
|              | |
|              | Pycnonemosaurus |
|              | |
|              | Quilmesaurus |
|              | |
|              | Carnotaurus |
|              | |

|  | Abelisaurus     |
|  |                 |
|  | Aucasaurus      |
|  |                 |
|  | Pycnonemosaurus |
|  |                 |
|  | Quilmesaurus    |
|  |                 |
|  | Carnotaurus     |
|  |                 |

| Carnotaurini | \| \| Abelisaurus \| \| \| \| \| \| Aucasaurus \| \| \| \| \| \| Pycnonemosaurus \| \| \| \| \| \| Quilmesaurus \| \| \| \| \| \| Carnotaurus \| \| \| \| |
|              | \| \| Abelisaurus \| \| \| \| \| \| Aucasaurus \| \| \| \| \| \| Pycnonemosaurus \| \| \| \| \| \| Quilmesaurus \| \| \| \| \| \| Carnotaurus \| \| \| \| |
|              | Abelisaurus |
|              | |
|              | Aucasaurus |
|              | |
|              | Pycnonemosaurus |
|              | |
|              | Quilmesaurus |
|              | |
|              | Carnotaurus |
|              | |

|  | Abelisaurus     |
|  |                 |
|  | Aucasaurus      |
|  |                 |
|  | Pycnonemosaurus |
|  |                 |
|  | Quilmesaurus    |
|  |                 |
|  | Carnotaurus     |
|  |                 |

| Carnotaurini | \| \| Abelisaurus \| \| \| \| \| \| Aucasaurus \| \| \| \| \| \| Pycnonemosaurus \| \| \| \| \| \| Quilmesaurus \| \| \| \| \| \| Carnotaurus \| \| \| \| |
|              | \| \| Abelisaurus \| \| \| \| \| \| Aucasaurus \| \| \| \| \| \| Pycnonemosaurus \| \| \| \| \| \| Quilmesaurus \| \| \| \| \| \| Carnotaurus \| \| \| \| |
|              | Abelisaurus |
|              | |
|              | Aucasaurus |
|              | |
|              | Pycnonemosaurus |
|              | |
|              | Quilmesaurus |
|              | |
|              | Carnotaurus |
|              | |

|  | Abelisaurus     |
|  |                 |
|  | Aucasaurus      |
|  |                 |
|  | Pycnonemosaurus |
|  |                 |
|  | Quilmesaurus    |
|  |                 |
|  | Carnotaurus     |
|  |                 |

| Carnotaurini | \| \| Abelisaurus \| \| \| \| \| \| Aucasaurus \| \| \| \| \| \| Pycnonemosaurus \| \| \| \| \| \| Quilmesaurus \| \| \| \| \| \| Carnotaurus \| \| \| \| |
|              | \| \| Abelisaurus \| \| \| \| \| \| Aucasaurus \| \| \| \| \| \| Pycnonemosaurus \| \| \| \| \| \| Quilmesaurus \| \| \| \| \| \| Carnotaurus \| \| \| \| |
|              | Abelisaurus |
|              | |
|              | Aucasaurus |
|              | |
|              | Pycnonemosaurus |
|              | |
|              | Quilmesaurus |
|              | |
|              | Carnotaurus |
|              | |

|  | Abelisaurus     |
|  |                 |
|  | Aucasaurus      |
|  |                 |
|  | Pycnonemosaurus |
|  |                 |
|  | Quilmesaurus    |
|  |                 |
|  | Carnotaurus     |
|  |                 |

| Carnotaurini | \| \| Abelisaurus \| \| \| \| \| \| Aucasaurus \| \| \| \| \| \| Pycnonemosaurus \| \| \| \| \| \| Quilmesaurus \| \| \| \| \| \| Carnotaurus \| \| \| \| |
|              | \| \| Abelisaurus \| \| \| \| \| \| Aucasaurus \| \| \| \| \| \| Pycnonemosaurus \| \| \| \| \| \| Quilmesaurus \| \| \| \| \| \| Carnotaurus \| \| \| \| |
|              | Abelisaurus |
|              | |
|              | Aucasaurus |
|              | |
|              | Pycnonemosaurus |
|              | |
|              | Quilmesaurus |
|              | |
|              | Carnotaurus |
|              | |

|  | Abelisaurus     |
|  |                 |
|  | Aucasaurus      |
|  |                 |
|  | Pycnonemosaurus |
|  |                 |
|  | Quilmesaurus    |
|  |                 |
|  | Carnotaurus     |
|  |                 |

|  | Abelisáurido de Pourcieux |
|  |                           |
|  | Arcovenator               |
|  |                           |
|  | Majungasaurus             |
|  |                           |
|  | Indosaurus                |
|  |                           |
|  | Rahiolisaurus             |
|  |                           |
|  | Rajasaurus                |
|  |                           |

| Carnotaurini | \| \| Abelisaurus \| \| \| \| \| \| Aucasaurus \| \| \| \| \| \| Pycnonemosaurus \| \| \| \| \| \| Quilmesaurus \| \| \| \| \| \| Carnotaurus \| \| \| \| |
|              | \| \| Abelisaurus \| \| \| \| \| \| Aucasaurus \| \| \| \| \| \| Pycnonemosaurus \| \| \| \| \| \| Quilmesaurus \| \| \| \| \| \| Carnotaurus \| \| \| \| |
|              | Abelisaurus |
|              | |
|              | Aucasaurus |
|              | |
|              | Pycnonemosaurus |
|              | |
|              | Quilmesaurus |
|              | |
|              | Carnotaurus |
|              | |

|  | Abelisaurus     |
|  |                 |
|  | Aucasaurus      |
|  |                 |
|  | Pycnonemosaurus |
|  |                 |
|  | Quilmesaurus    |
|  |                 |
|  | Carnotaurus     |
|  |                 |

| Carnotaurini | \| \| Abelisaurus \| \| \| \| \| \| Aucasaurus \| \| \| \| \| \| Pycnonemosaurus \| \| \| \| \| \| Quilmesaurus \| \| \| \| \| \| Carnotaurus \| \| \| \| |
|              | \| \| Abelisaurus \| \| \| \| \| \| Aucasaurus \| \| \| \| \| \| Pycnonemosaurus \| \| \| \| \| \| Quilmesaurus \| \| \| \| \| \| Carnotaurus \| \| \| \| |
|              | Abelisaurus |
|              | |
|              | Aucasaurus |
|              | |
|              | Pycnonemosaurus |
|              | |
|              | Quilmesaurus |
|              | |
|              | Carnotaurus |
|              | |

|  | Abelisaurus     |
|  |                 |
|  | Aucasaurus      |
|  |                 |
|  | Pycnonemosaurus |
|  |                 |
|  | Quilmesaurus    |
|  |                 |
|  | Carnotaurus     |
|  |                 |

| Carnotaurini | \| \| Abelisaurus \| \| \| \| \| \| Aucasaurus \| \| \| \| \| \| Pycnonemosaurus \| \| \| \| \| \| Quilmesaurus \| \| \| \| \| \| Carnotaurus \| \| \| \| |
|              | \| \| Abelisaurus \| \| \| \| \| \| Aucasaurus \| \| \| \| \| \| Pycnonemosaurus \| \| \| \| \| \| Quilmesaurus \| \| \| \| \| \| Carnotaurus \| \| \| \| |
|              | Abelisaurus |
|              | |
|              | Aucasaurus |
|              | |
|              | Pycnonemosaurus |
|              | |
|              | Quilmesaurus |
|              | |
|              | Carnotaurus |
|              | |

|  | Abelisaurus     |
|  |                 |
|  | Aucasaurus      |
|  |                 |
|  | Pycnonemosaurus |
|  |                 |
|  | Quilmesaurus    |
|  |                 |
|  | Carnotaurus     |
|  |                 |

| Carnotaurini | \| \| Abelisaurus \| \| \| \| \| \| Aucasaurus \| \| \| \| \| \| Pycnonemosaurus \| \| \| \| \| \| Quilmesaurus \| \| \| \| \| \| Carnotaurus \| \| \| \| |
|              | \| \| Abelisaurus \| \| \| \| \| \| Aucasaurus \| \| \| \| \| \| Pycnonemosaurus \| \| \| \| \| \| Quilmesaurus \| \| \| \| \| \| Carnotaurus \| \| \| \| |
|              | Abelisaurus |
|              | |
|              | Aucasaurus |
|              | |
|              | Pycnonemosaurus |
|              | |
|              | Quilmesaurus |
|              | |
|              | Carnotaurus |
|              | |

|  | Abelisaurus     |
|  |                 |
|  | Aucasaurus      |
|  |                 |
|  | Pycnonemosaurus |
|  |                 |
|  | Quilmesaurus    |
|  |                 |
|  | Carnotaurus     |
|  |                 |

| Carnotaurini | \| \| Abelisaurus \| \| \| \| \| \| Aucasaurus \| \| \| \| \| \| Pycnonemosaurus \| \| \| \| \| \| Quilmesaurus \| \| \| \| \| \| Carnotaurus \| \| \| \| |
|              | \| \| Abelisaurus \| \| \| \| \| \| Aucasaurus \| \| \| \| \| \| Pycnonemosaurus \| \| \| \| \| \| Quilmesaurus \| \| \| \| \| \| Carnotaurus \| \| \| \| |
|              | Abelisaurus |
|              | |
|              | Aucasaurus |
|              | |
|              | Pycnonemosaurus |
|              | |
|              | Quilmesaurus |
|              | |
|              | Carnotaurus |
|              | |

|  | Abelisaurus     |
|  |                 |
|  | Aucasaurus      |
|  |                 |
|  | Pycnonemosaurus |
|  |                 |
|  | Quilmesaurus    |
|  |                 |
|  | Carnotaurus     |
|  |                 |

| Carnotaurini | \| \| Abelisaurus \| \| \| \| \| \| Aucasaurus \| \| \| \| \| \| Pycnonemosaurus \| \| \| \| \| \| Quilmesaurus \| \| \| \| \| \| Carnotaurus \| \| \| \| |
|              | \| \| Abelisaurus \| \| \| \| \| \| Aucasaurus \| \| \| \| \| \| Pycnonemosaurus \| \| \| \| \| \| Quilmesaurus \| \| \| \| \| \| Carnotaurus \| \| \| \| |
|              | Abelisaurus |
|              | |
|              | Aucasaurus |
|              | |
|              | Pycnonemosaurus |
|              | |
|              | Quilmesaurus |
|              | |
|              | Carnotaurus |
|              | |

|  | Abelisaurus     |
|  |                 |
|  | Aucasaurus      |
|  |                 |
|  | Pycnonemosaurus |
|  |                 |
|  | Quilmesaurus    |
|  |                 |
|  | Carnotaurus     |
|  |                 |

| Carnotaurini | \| \| Abelisaurus \| \| \| \| \| \| Aucasaurus \| \| \| \| \| \| Pycnonemosaurus \| \| \| \| \| \| Quilmesaurus \| \| \| \| \| \| Carnotaurus \| \| \| \| |
|              | \| \| Abelisaurus \| \| \| \| \| \| Aucasaurus \| \| \| \| \| \| Pycnonemosaurus \| \| \| \| \| \| Quilmesaurus \| \| \| \| \| \| Carnotaurus \| \| \| \| |
|              | Abelisaurus |
|              | |
|              | Aucasaurus |
|              | |
|              | Pycnonemosaurus |
|              | |
|              | Quilmesaurus |
|              | |
|              | Carnotaurus |
|              | |

|  | Abelisaurus     |
|  |                 |
|  | Aucasaurus      |
|  |                 |
|  | Pycnonemosaurus |
|  |                 |
|  | Quilmesaurus    |
|  |                 |
|  | Carnotaurus     |
|  |                 |

| Carnotaurini | \| \| Abelisaurus \| \| \| \| \| \| Aucasaurus \| \| \| \| \| \| Pycnonemosaurus \| \| \| \| \| \| Quilmesaurus \| \| \| \| \| \| Carnotaurus \| \| \| \| |
|              | \| \| Abelisaurus \| \| \| \| \| \| Aucasaurus \| \| \| \| \| \| Pycnonemosaurus \| \| \| \| \| \| Quilmesaurus \| \| \| \| \| \| Carnotaurus \| \| \| \| |
|              | Abelisaurus |
|              | |
|              | Aucasaurus |
|              | |
|              | Pycnonemosaurus |
|              | |
|              | Quilmesaurus |
|              | |
|              | Carnotaurus |
|              | |

|  | Abelisaurus     |
|  |                 |
|  | Aucasaurus      |
|  |                 |
|  | Pycnonemosaurus |
|  |                 |
|  | Quilmesaurus    |
|  |                 |
|  | Carnotaurus     |
|  |                 |

|  | Abelisáurido de Pourcieux |
|  |                           |
|  | Arcovenator               |
|  |                           |
|  | Majungasaurus             |
|  |                           |
|  | Indosaurus                |
|  |                           |
|  | Rahiolisaurus             |
|  |                           |
|  | Rajasaurus                |
|  |                           |

| Carnotaurini | \| \| Abelisaurus \| \| \| \| \| \| Aucasaurus \| \| \| \| \| \| Pycnonemosaurus \| \| \| \| \| \| Quilmesaurus \| \| \| \| \| \| Carnotaurus \| \| \| \| |
|              | \| \| Abelisaurus \| \| \| \| \| \| Aucasaurus \| \| \| \| \| \| Pycnonemosaurus \| \| \| \| \| \| Quilmesaurus \| \| \| \| \| \| Carnotaurus \| \| \| \| |
|              | Abelisaurus |
|              | |
|              | Aucasaurus |
|              | |
|              | Pycnonemosaurus |
|              | |
|              | Quilmesaurus |
|              | |
|              | Carnotaurus |
|              | |

|  | Abelisaurus     |
|  |                 |
|  | Aucasaurus      |
|  |                 |
|  | Pycnonemosaurus |
|  |                 |
|  | Quilmesaurus    |
|  |                 |
|  | Carnotaurus     |
|  |                 |

| Carnotaurini | \| \| Abelisaurus \| \| \| \| \| \| Aucasaurus \| \| \| \| \| \| Pycnonemosaurus \| \| \| \| \| \| Quilmesaurus \| \| \| \| \| \| Carnotaurus \| \| \| \| |
|              | \| \| Abelisaurus \| \| \| \| \| \| Aucasaurus \| \| \| \| \| \| Pycnonemosaurus \| \| \| \| \| \| Quilmesaurus \| \| \| \| \| \| Carnotaurus \| \| \| \| |
|              | Abelisaurus |
|              | |
|              | Aucasaurus |
|              | |
|              | Pycnonemosaurus |
|              | |
|              | Quilmesaurus |
|              | |
|              | Carnotaurus |
|              | |

|  | Abelisaurus     |
|  |                 |
|  | Aucasaurus      |
|  |                 |
|  | Pycnonemosaurus |
|  |                 |
|  | Quilmesaurus    |
|  |                 |
|  | Carnotaurus     |
|  |                 |

| Carnotaurini | \| \| Abelisaurus \| \| \| \| \| \| Aucasaurus \| \| \| \| \| \| Pycnonemosaurus \| \| \| \| \| \| Quilmesaurus \| \| \| \| \| \| Carnotaurus \| \| \| \| |
|              | \| \| Abelisaurus \| \| \| \| \| \| Aucasaurus \| \| \| \| \| \| Pycnonemosaurus \| \| \| \| \| \| Quilmesaurus \| \| \| \| \| \| Carnotaurus \| \| \| \| |
|              | Abelisaurus |
|              | |
|              | Aucasaurus |
|              | |
|              | Pycnonemosaurus |
|              | |
|              | Quilmesaurus |
|              | |
|              | Carnotaurus |
|              | |

|  | Abelisaurus     |
|  |                 |
|  | Aucasaurus      |
|  |                 |
|  | Pycnonemosaurus |
|  |                 |
|  | Quilmesaurus    |
|  |                 |
|  | Carnotaurus     |
|  |                 |

| Carnotaurini | \| \| Abelisaurus \| \| \| \| \| \| Aucasaurus \| \| \| \| \| \| Pycnonemosaurus \| \| \| \| \| \| Quilmesaurus \| \| \| \| \| \| Carnotaurus \| \| \| \| |
|              | \| \| Abelisaurus \| \| \| \| \| \| Aucasaurus \| \| \| \| \| \| Pycnonemosaurus \| \| \| \| \| \| Quilmesaurus \| \| \| \| \| \| Carnotaurus \| \| \| \| |
|              | Abelisaurus |
|              | |
|              | Aucasaurus |
|              | |
|              | Pycnonemosaurus |
|              | |
|              | Quilmesaurus |
|              | |
|              | Carnotaurus |
|              | |

|  | Abelisaurus     |
|  |                 |
|  | Aucasaurus      |
|  |                 |
|  | Pycnonemosaurus |
|  |                 |
|  | Quilmesaurus    |
|  |                 |
|  | Carnotaurus     |
|  |                 |

| Carnotaurini | \| \| Abelisaurus \| \| \| \| \| \| Aucasaurus \| \| \| \| \| \| Pycnonemosaurus \| \| \| \| \| \| Quilmesaurus \| \| \| \| \| \| Carnotaurus \| \| \| \| |
|              | \| \| Abelisaurus \| \| \| \| \| \| Aucasaurus \| \| \| \| \| \| Pycnonemosaurus \| \| \| \| \| \| Quilmesaurus \| \| \| \| \| \| Carnotaurus \| \| \| \| |
|              | Abelisaurus |
|              | |
|              | Aucasaurus |
|              | |
|              | Pycnonemosaurus |
|              | |
|              | Quilmesaurus |
|              | |
|              | Carnotaurus |
|              | |

|  | Abelisaurus     |
|  |                 |
|  | Aucasaurus      |
|  |                 |
|  | Pycnonemosaurus |
|  |                 |
|  | Quilmesaurus    |
|  |                 |
|  | Carnotaurus     |
|  |                 |

| Carnotaurini | \| \| Abelisaurus \| \| \| \| \| \| Aucasaurus \| \| \| \| \| \| Pycnonemosaurus \| \| \| \| \| \| Quilmesaurus \| \| \| \| \| \| Carnotaurus \| \| \| \| |
|              | \| \| Abelisaurus \| \| \| \| \| \| Aucasaurus \| \| \| \| \| \| Pycnonemosaurus \| \| \| \| \| \| Quilmesaurus \| \| \| \| \| \| Carnotaurus \| \| \| \| |
|              | Abelisaurus |
|              | |
|              | Aucasaurus |
|              | |
|              | Pycnonemosaurus |
|              | |
|              | Quilmesaurus |
|              | |
|              | Carnotaurus |
|              | |

|  | Abelisaurus     |
|  |                 |
|  | Aucasaurus      |
|  |                 |
|  | Pycnonemosaurus |
|  |                 |
|  | Quilmesaurus    |
|  |                 |
|  | Carnotaurus     |
|  |                 |

| Carnotaurini | \| \| Abelisaurus \| \| \| \| \| \| Aucasaurus \| \| \| \| \| \| Pycnonemosaurus \| \| \| \| \| \| Quilmesaurus \| \| \| \| \| \| Carnotaurus \| \| \| \| |
|              | \| \| Abelisaurus \| \| \| \| \| \| Aucasaurus \| \| \| \| \| \| Pycnonemosaurus \| \| \| \| \| \| Quilmesaurus \| \| \| \| \| \| Carnotaurus \| \| \| \| |
|              | Abelisaurus |
|              | |
|              | Aucasaurus |
|              | |
|              | Pycnonemosaurus |
|              | |
|              | Quilmesaurus |
|              | |
|              | Carnotaurus |
|              | |

|  | Abelisaurus     |
|  |                 |
|  | Aucasaurus      |
|  |                 |
|  | Pycnonemosaurus |
|  |                 |
|  | Quilmesaurus    |
|  |                 |
|  | Carnotaurus     |
|  |                 |

| Carnotaurini | \| \| Abelisaurus \| \| \| \| \| \| Aucasaurus \| \| \| \| \| \| Pycnonemosaurus \| \| \| \| \| \| Quilmesaurus \| \| \| \| \| \| Carnotaurus \| \| \| \| |
|              | \| \| Abelisaurus \| \| \| \| \| \| Aucasaurus \| \| \| \| \| \| Pycnonemosaurus \| \| \| \| \| \| Quilmesaurus \| \| \| \| \| \| Carnotaurus \| \| \| \| |
|              | Abelisaurus |
|              | |
|              | Aucasaurus |
|              | |
|              | Pycnonemosaurus |
|              | |
|              | Quilmesaurus |
|              | |
|              | Carnotaurus |
|              | |

|  | Abelisaurus     |
|  |                 |
|  | Aucasaurus      |
|  |                 |
|  | Pycnonemosaurus |
|  |                 |
|  | Quilmesaurus    |
|  |                 |
|  | Carnotaurus     |
|  |                 |

## Paleobiología

### Ornamentación craneana
Majungasaurus quizás tiene una de las ornamentaciones craneanas más distintivas, incluyendo los gruesos nasales fusionados y el cuerno frontal. Otros ceratosaurianos, incluyendo al Carnotaurus, Rajasaurus y Ceratosaurus tenían crestas en su cabeza. Estas estructuras se han considerado generalmente como destinadas a la competición intraespecífica, aunque su función exacta dentro de ese contexto sea desconocida. La cavidad hueca dentro del cuerno frontal de Majungasaurus habría debilitado la estructura y había imposibilitado probablemente su uso en combate físico directo, aunque el cuerno pudo haber servido para el propósito de exhibirse. Aunque hay variación en la ornamentación entre individuos de Majungasaurus, no hay evidencias de dimorfismo sexual.

### Comportamiento alimenticio
Los científicos han sugerido que la forma única del cráneo de Majungasaurus y otros abelisáuridos indican comportamientos de cacería distintos que en los otros terópodos. Considerando que la mayoría de los terópodos se caracterizaban por tener cráneos largos, bajos y estrechos, los cráneos de abelisáuridos eran más altos y más anchos, y a menudo más cortos en longitud también. Los cráneos estrechos de otros terópodos estaban bien equipados soportar la tensión vertical de una mordedura larga, pero no eran buenos en soportar la torsión. En comparación con los modernos mamíferos predadores, la mayoría de los terópodos pudieron haber utilizado una estrategia similar en cierto modo a la de los modernos cánidos con un hocico largo y estrecho, con los que daban muchas mordeduras que debilitan a los animales de presa.

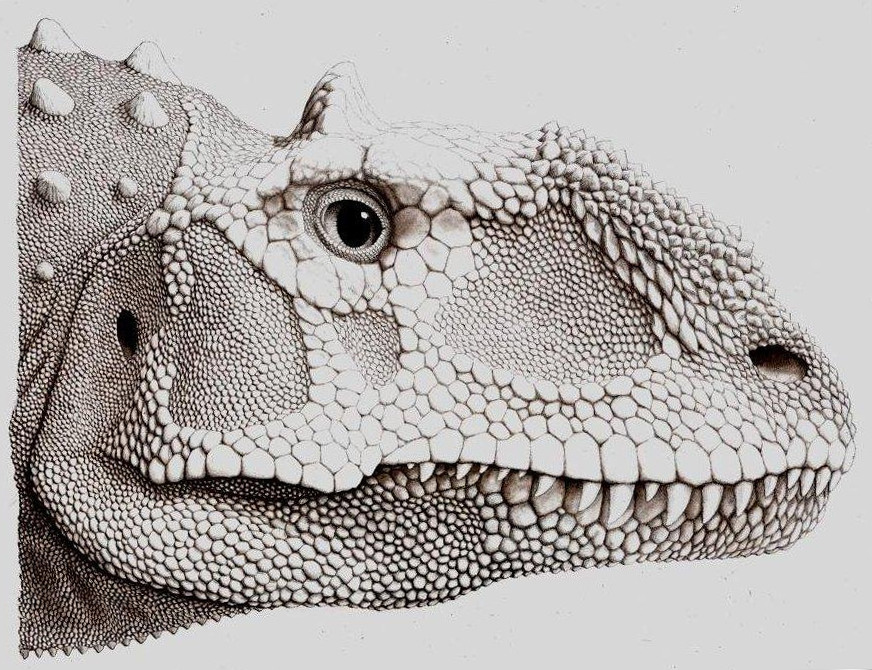
Restauración de la cabeza de Majungasaurus crenatissimus.

Los abelisáuridos, especialmente Majungasaurus, pueden en cambio haber adaptado una estrategia de alimentación más parecida a la de los modernos felinos, con un corto y ancho hocico, con el que muerden una sola vez hasta someter a la presa. Majungasaurus tenía un hocico incluso más amplio que otros abelisáuridos, que junto a otros aspectos de su anatomía apoyan la idea de que mordía y sostenía. El cuello es muy fuerte, con robustas vértebras, con las costillas cervicales entrelazadas con tendones osificados, así como profundos sitios de inserción para los fuertes músculos en el cuelo y la parte posterior del cráneo. Estos músculos habrían podido mantener la mordida en forma constante a pesar de las luchas de su presa. Los cráneos de los abelisáuridos también fueron consolidados en muchas áreas por el hueso mineralizado fuera de piel, creando la textura áspera característica de los huesos. Esto es particularmente cierto en Majungasaurus, donde los huesos nasales fueron fusionados y engrosados para aumentar la fortaleza del cráneo. Por otra parte, la quijada inferior de Majungasaurus soportaba una gran fenestra (abertura) en cada lado, como se ha visto en otro ceratosaurianos, así como una articulación sinovial entre ciertos huesos que permitieron un alto nivel de flexibilidad en la mandíbula inferior, aunque no tanto como en las serpientes. Esto pudo haber sido una adaptación para prevenir la fractura de la mandíbula inferior al sostener una presa durante la lucha. Los dientes delanteros de la quijada superior eran más robustos que el resto, proporcionando un punto de anclaje para la mordedura, mientras que la altura baja de la corona de los dientes de Majungasaurus habría prevenido que se rompan durante los forcejeos. Finalmente, a diferencia de los dientes de Allosaurus y la mayoría de otros terópodos, que eran curvados tanto en el frente como detrás, los abelisáuridos como Majungasaurus tenía dientes curvados en el borde delantero pero más rectos en el borde trasero. Esta estructura pudo haber servido evitar rebanar en lugar de sostener con los dientes al morder.

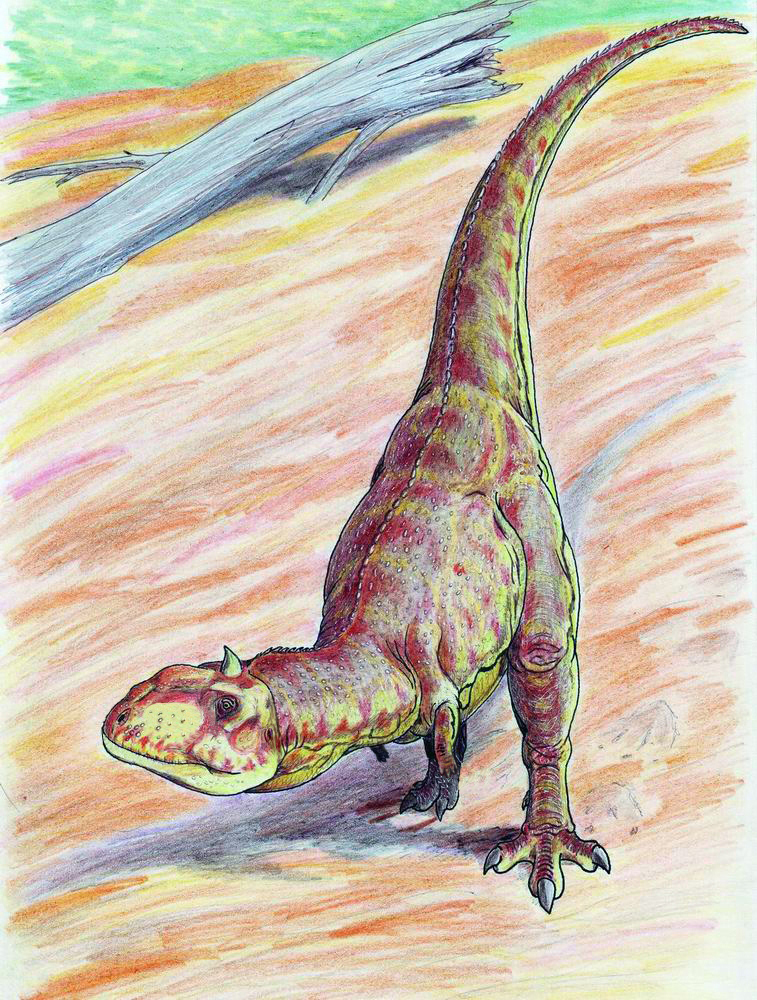
Majungasaurus crenatissimus.

Majungasaurus fue el mayor depredador de su ambiente, donde los únicos grandes herbívoros eran saurópodos como Rapetosaurus. Los expertos han sugerido que Majungasaurus, y quizás otros abelisáuridos, se hayan especializado en la caza de saurópodos. Las adaptaciones para consolidar la cabeza y el cuello para una mordedura el tipo de morder y sostener pudieron haber sido muy útiles contra los saurópodos, que habrían sido animales muy fuertes. Esta hipótesis también es apoyada por la forma de las patas de Majungasaurus, que eran cortas y robustas, en oposición de las largas y delgadas de otros terópodos. Debido a esto Majungasaurus no debió moverse tan rápido como otros terópodos de tamaño similar, pero esto no presentaba ningún problema ya que los saurópodos eran más lentos que él. Los huesos robustos de las patas sugieren las piernas muy fuertes, y su longitud más corta habría bajado el centro de gravedad del animal. Así Majungasaurus habría sacrificado la velocidad por la fuerza. Marcas de dientes de Majungasaurus en huesos de Rapetosaurus confirman que estos fueron parte de la dieta del dinosaurio, independientemente de si los mató realmente.

### Canibalismo
Aunque los saurópodos pudieron haber sido la presa de la opción para Majungasaurus, recientes descubrimientos en Madagascar indican otro componente sorpresa en la dieta: otros Majungasaurus. Numerosos huesos de Majungasaurus se han descubierto con marcas de dientes idénticas a esas encontradas en los huesos de saurópodos de los mismos lugares. Estas marcas tienen el mismo espaciamiento que los dientes que en las mandíbulas de Majungasaurus, y son del mismo tamaño que los dientes de Majungasaurus, y contienen muescas más pequeñas constantes con las endentaduras en esos dientes. Como Majungasaurus es el único gran terópodo conocido del área, la más simple explicación es que comían individuos de su misma especie. Sugerencias como esta en el Triásico Coelophysis han sido recientemente descartadas, dejando Majungasaurus como el único terópodo no aviano con sospechas de canibalismo, aunque hay cierta evidencia de que el canibalismo pudo haber ocurrido en otras especies también.
Se desconoce si Majungasaurus cazaba activamente a los de su propia especie o solamente devoraba a los cadáveres que encontraba. Sin embargo, algunos investigadores han observado que los modernos dragones de Komodo (Varanus komodoensis) se matan entre sí al competir por el acceso a los cuerpos ya muertos. Los dragones entonces procederán a comer las partes aprovechables de los restos de sus rivales, un comportamiento que se sugiere pudo haber sido similar en Majungasaurus y otros terópodos.

### Sistema respiratorio

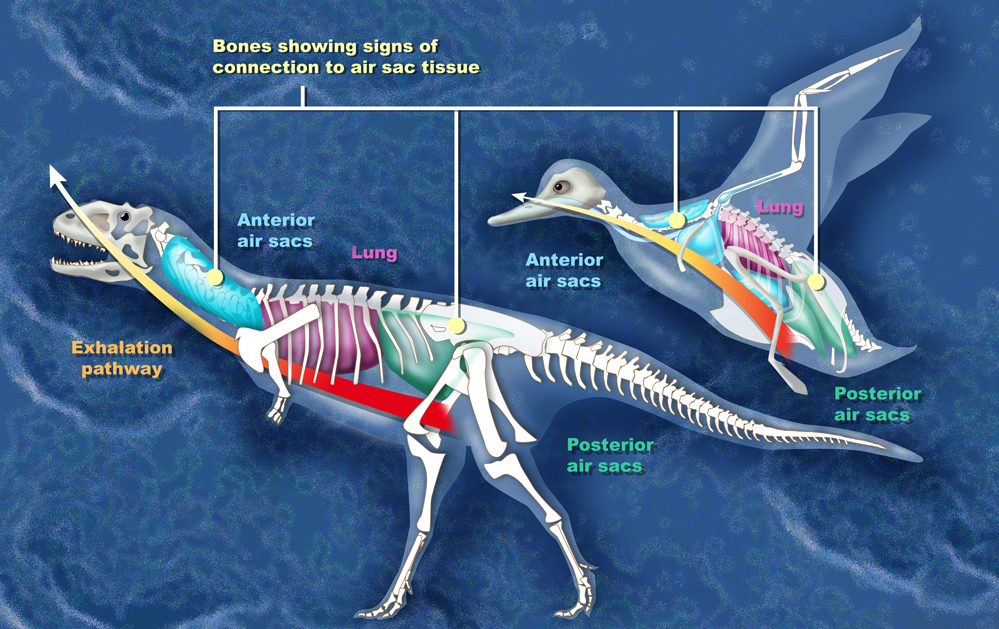
Comparación entre los sacos aéreos de Majungasaurus y un ave.

Los científicos han reconstruido el sistema respiratorio de Majungasaurus basándose en una serie magníficamente preservada de vértebras, el espécimen (UA 8678) recobrados de la Formación Maevarano. La mayor parte de estas vértebras y algunas de las costillas contuvieron las cavidades (forámenes neumáticos) que pudieron ser resultado de la infiltración de los sacos aéreos, similares a los del sistema respiratorio de las aves. En las aves, las vértebras del cuello y las costillas están ahuecadas por sacos de aire cervicales, las vértebras de la espalda se conectan directamente con el pulmón, y las del lomo y sacras por los sacos de aires abdominales. Similares características de las vértebras de Majungasaurus implicarían la presencia de sacos aéreos. Estos sacos aéreos pudieron haber permitido una forma básica del estilo de respiración conocida como "ventilación por flujo" en donde el camino del aire que atraviesa los pulmones es unidireccional, de modo que el aire inhalado, rico en oxígeno, nunca se mezcla con el aire exhalado cargado con dióxido de carbono. Este método de respiración es muy complejo, pero a la vez altamente eficiente.
El reconocimiento de forámenes respiratorios en Majungasaurus, además de proporcionar una comprensión de su biología respiratoria, también tiene implicaciones a mayor escala para la biología evolutiva. La separación entre la línea de los ceratosaurianos, la cual llevó a Majungasaurus, y la línea de los tetanuros, a la que pertenecen las aves, habría ocurrido muy temprano en la historia de los terópodos. El sistema respiratorio aviar, presente en ambas líneas, debe por lo tanto haberse desarrollado antes de la división, y mucho antes de la evolución de las mismas aves. Esto proporciona evidencia adicional al origen dinosauriano de las aves.

### Cerebro y oído interno
Tomografía computada, del cráneo completo de Majungasaurus (FMNH PR 2100) permitió una reconstrucción burda de su cerebro y la estructura del oído interno. Superficialmente, el cerebro era pequeño con respecto al tamaño del cuerpo, pero de manera similar a muchos otros terópodos no celurosaurianos, con una forma muy conservadora más cercana a las de los cocodrilianos modernos que a las aves. Una diferencia entre Majungasaurus y otros terópodos es el pequeño flóculo, una región del cerebelo que ayuda a coordinar los movimientos de los ojos con los de la cabeza. Esto sugiere que Majungasaurus y otros abelisáuridos como Indosaurus, que también tendrían un pequeño flóculo, no dependían de los movimientos principales rápidos de la cabeza para ver y para capturar su presa.
Las inferencias sobre comportamiento se pueden hacer también del examen del oído interno. Los canales semicirculares del oído interno ayudaban en el equilibrio, y el canal semicircular lateral que es generalmente paralelo a la tierra cuando el animal tiene su cabeza en una postura de la alarma. Cuando la cabeza de Majungasaurus se gira de modo que su canal lateral sea paralelo a la tierra, la cabeza estaba completamente cerca de la horizontal. Esto contrasta con la mayoría de los otros terópodos, donde la cabeza estaba más fuertemente inclinada hacia el suelo cuando estaba en posición de alerta. El canal lateral era significativamente más largo en Majungasaurus que en su pariente más basal Ceratosaurus, una indicación de una mayor sensibilidad a los movimientos de lado a lado de la cabeza.

### Patologías
Un reporte de 2007 describe patologías en los huesos de Majungasaurus. Los científicos examinaron los restos por lo menos de 21 individuos y descubrieron cuatro con patologías claramente. Mientras que las patologías se habían estudiado en grandes tetanuros como alosáuridos y tiranosáuridos, esta es la primera vez que son estudiadas en un abelisáurido. No se encontró ninguna herida en elementos del cráneo, en contraste con los tiranosáuridos donde son comunes las mordeduras faciales a veces espantosas. Uno de los especímenes posee una de las falanges del pie, que aparentemente se habría quebrado y posteriormente sanado.

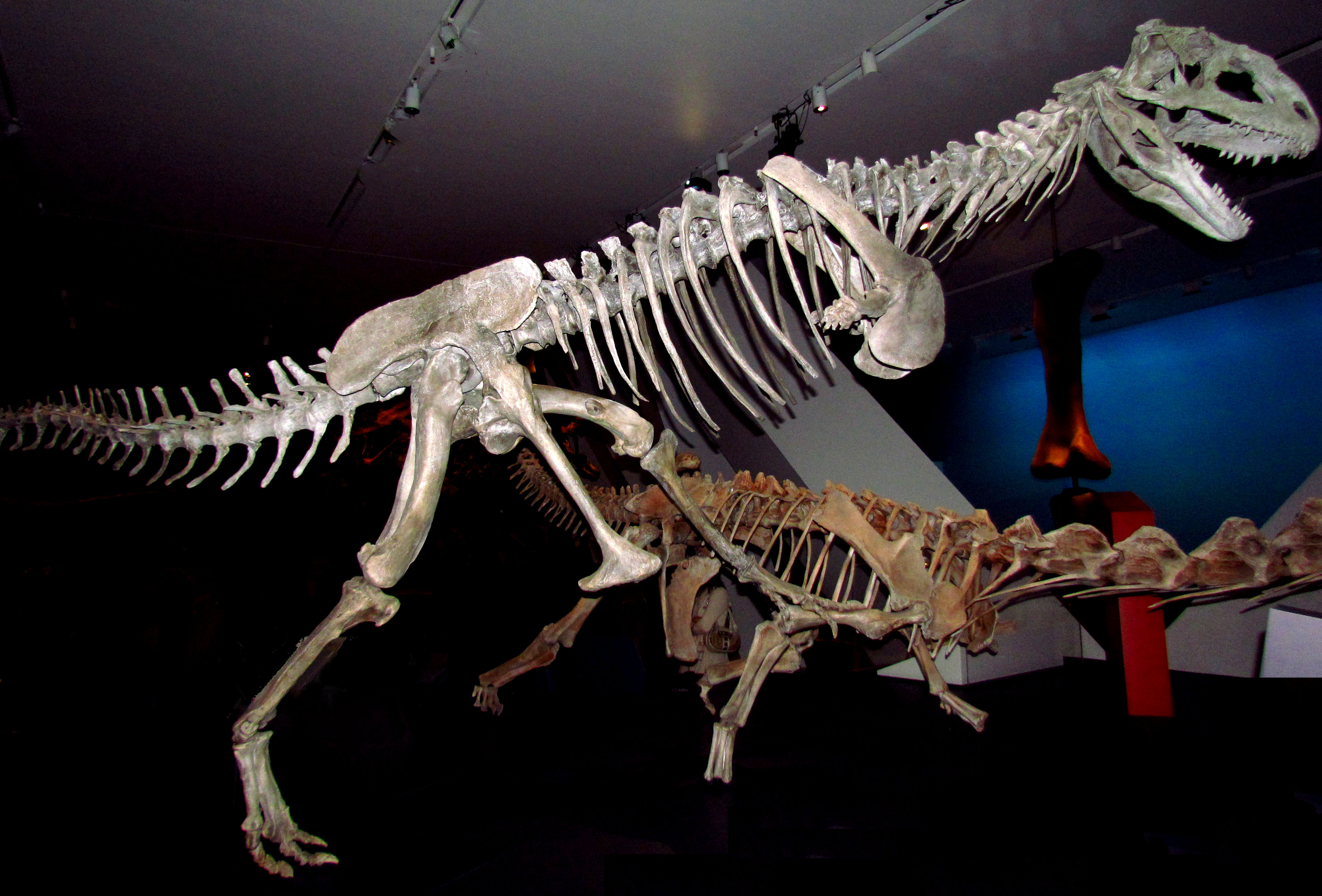
Esqueleto en la exhibición en el Museo Real de Ontario.

La mayoría de las lesiones se ven en las vértebras. Por ejemplo, una vértebra dorsal de un animal juvenil mostró exostosis en su superficie inferior. Este crecimiento probablemente se originó por la osificación de un cartílago o un tendón durante el desarrollo, pero la causa de la osificación no está determinada. La hipervitaminosis A y espondilosis son causas más probables, y el osteoma, un tumor benigno de hueso, es posible pero muy raro. Otro espécimen, una pequeña vértebra caudal, también fue encontrado con un crecimiento anormal, esta vez en el extremo de su proceso espinoso, que proyecta hacia dorsal de las vértebras, permitiendo la inserción del músculo Crecimientos similares han sido encontrados en vértebras de Allosaurus y Masiakasaurus, probablemente por la osificación del ligamento que corre por los procesos espinosos,ligamento interespinal, a lo largo de sus extremos, ligamento supraespinal.
La patología más seria descubierta estaba en una serie de cinco vértebras grandes de la cola. Las primeras dos vértebras mostraron solamente anormalidades de menor importancia a excepción de un surco grande que se extendía a lo largo del lado izquierdo de ambos huesos. Sin embargo, las tres vértebras siguientes estaban fusionadas totalmente en muchos diversos puntos, formando una masa de hueso sólido. No hay rastros de ninguna otra vértebra después de la quinta de la serie, indicando que la cola terminó allí prematuramente. Por el tamaño de las últimas vértebras, los científicos juzgaron que cerca de diez vértebras habían sido perdidas. Una explicación para esta patología es un severo traumatismo que dio como resultado la pérdida de la extremidad de la cola, seguida por una osteomielitis, infección en el hueso, de las vértebras últimas restantes. Alternativamente, la infección pudo haber acaecido primero y haber llevado al final de la cola a convertirse en tejido necrótico y cayéndose. Este es el primer ejemplo del truncamiento de la cola conocido en un dinosaurio terópodo no aviano.

## Ontogenia y crecimiento
Majungasaurus es conocido por muchos especímenes bien conservados de diferentes edades, está bien estudiado en cuanto a su crecimiento y desarrollo. A lo largo de la ontogenia, el cráneo de Majungasaurus, más específicamente, el yugal , el postorbital y el cuadratoyugal, parece haberse vuelto más alto y más robusto. Además, los huesos del cráneo se fusionaron y las cuencas de los ojos se volvieron proporcionalmente más pequeñas. Esto indica un cambio en las preferencias dietéticas entre juveniles y adultos.
La investigación realizada por Michael D'Emic et al. indica que se encontraba entre los terópodos de crecimiento más lento. Con base en estudios de las líneas de crecimiento detenido en varios huesos, se descubrió que Majungasaurus tardó veinte años en alcanzar la madurez, lo que pudo haber sido el resultado del duro entorno en el que vivía. Sin embargo, también se ha encontrado que otros abelisáuridos tienen tasas de crecimiento comparativamente lentas.

## Paleoecología

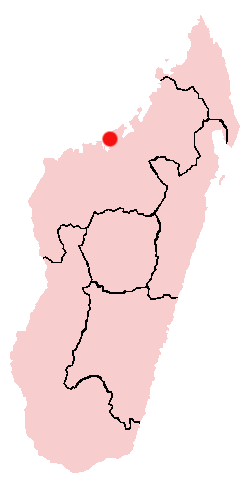
Todos los fósiles de Majungasaurus han sido encontrados en la Provincia de Mahajanga de Madagascar, a unos 50 kilómetros al suroeste de la capital provincial de Mahajanga (marcada con un punto rojo en el mapa).

Todos los especímenes de Majungasaurus han sido recobrados de la Formación Maevarano en la Provincia de Mahajanga, al noroeste de Madagascar. La mayoría de estos, incluyendo los más completos, provienen del Miembro Anembalemba de dicha formación, aunque dientes de Majungasaurus se han encontrado en la base del Miembro Masorobe y en la superficie del Miembro Miadana. Mientras que estos sedimentos no se han fechado radiométricamente, la evidencia de bioestratigrafía y paleomagnetismo sugiere que fueran depositados durante el Maastrichtiense, que duró entre hace 70 a 65 millones de años. Los dientes de Majungasaurus se encuentran justo encima del final del Mastrichtiano, cuando todos los dinosaurios no-avianos se extinguieron.

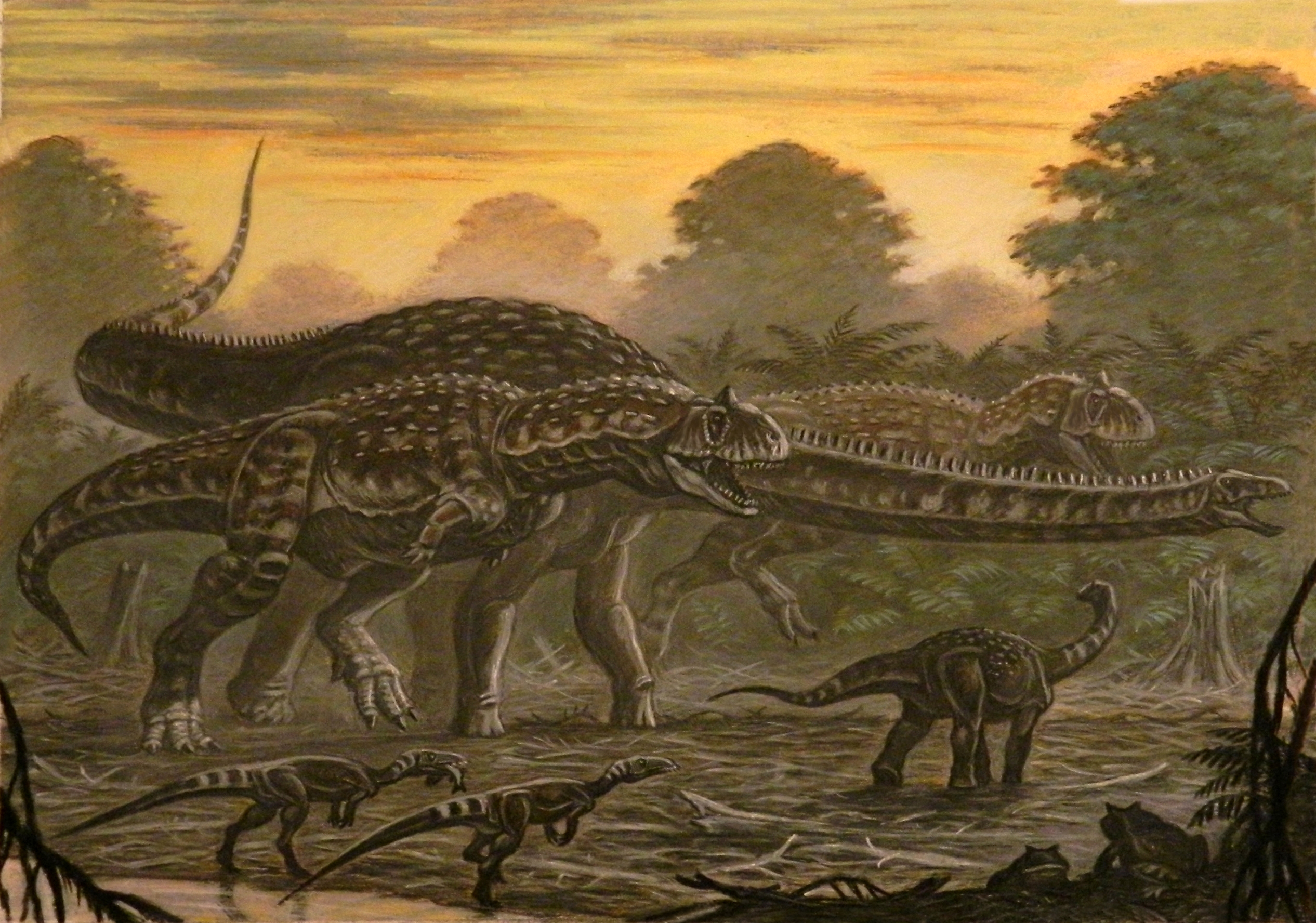
Restauración de dos Majungasaurus persiguiendo Rapetosaurus.

Entonces como ahora, Madagascar era una isla, que se había separado a partir del Subcontinente indio hacía menos de 20 millones de años. Estaba viajando hacia el norte pero todavía se encontraba entre 10 a 15 grados más al sur de lo que está hoy. El clima prevaleciente era semiárido, con una fuerte estacionalidad en el régimen de lluvias y la temperatura. Majungasaurus habitó una costera llanura aluvional cortada por muchos río de lecho arenoso. La evidencia geológica sugiere la ocurrencia de periódicas inundaciones de lodo a través de estos canales al principio de la estación húmeda, enterrando animales muertos durante la estación seca precedente y facilitando su preservación excepcional como fósiles. Los niveles del mar en el área se elevaron a través del Mastrichtiano, y continuarían haciéndolo en el Paleoceno, por lo que Majungasaurus puede haber en vagado ambientes costeros como marismas también. La vecina Formación Berivotra representa el contemporáneo ambiente marino.
Junto a Majungasaurus, los taxones fósiles de Maevarano incluyen peces, ranas, lagartos, serpientes, siete especies distintas de cocodrilomorfos, cinco o seis de mamíferos, y varias de aves, entre ellas Vorona, así como el posible dromeosáurido volador Rahonavis, en noasáurido Masiakasaurus y dos saurópodos titanosaurianos, incluyendo a Rapetosaurus. Majungasaurus eran por mucho el carnívoro más grande y probablemente el depredador dominante en tierra, aunque grandes cocodrilomorfos como Mahajangasuchus y Trematochampsa pudieron ser su competencia a la orilla del agua.